# Kenneth Schuermans
Kenneth Schuermans, né le 25 mai 1991 à Genk en Belgique, est un footballeur belge qui joue au poste de défenseur au KVC Houtvenne (nl).

## Statistiques
| Saison                | Club                  | Championnat           | Championnat | Championnat | Coupe(s) nationale(s) | Coupe(s) nationale(s) | Compétition(s) continentale(s) | Compétition(s) continentale(s) | Compétition(s) continentale(s) | Total | Total |
| Saison                | Club                  | Division              | M.          | B.          | M.                    | B.                    | Comp.                          | M.                             | B.                             | M.    | B.    |
| 2011-2012             | KVC Westerlo          | Division 1            | 3           | 0           | 0                     | 0                     | -                              | 0                              | 0                              | 3     | 0     |
| 2012-2013             | KVC Westerlo          | Division 2            | 28          | 1           | 6                     | 0                     | -                              | 0                              | 0                              | 34    | 1     |
| 2013-2014             | KVC Westerlo          | Division 2            | 32          | 2           | 5                     | 0                     | -                              | 0                              | 0                              | 37    | 2     |
| 2014-2015             | KVC Westerlo          | Division 1            | 23          | 1           | 7                     | 0                     | -                              | 0                              | 0                              | 30    | 1     |
| 2015-2016             | KVC Westerlo          | Division 1            | 29          | 1           | 3                     | 1                     | -                              | 0                              | 0                              | 32    | 2     |
| 2016-2017             | KVC Westerlo          | Division 1            | 15          | 1           | 1                     | 0                     | -                              | 0                              | 0                              | 16    | 1     |
| Sous-total            | Sous-total            | Sous-total            | 130         | 6           | 22                    | 1                     | -                              | 0                              | 0                              | 152   | 7     |
| Total sur la carrière | Total sur la carrière | Total sur la carrière | 130         | 6           | 22                    | 1                     | -                              | 0                              | 0                              | 152   | 7     |

## Palmarès
- Champion de Belgique de D2 en 2014 avec le KVC Westerlo